# Edwin Abbott Abbott
Edwin Abbott Abbott (Marylebone, 20 de diciembre de 1838-Hampstead, 12 de octubre de 1926) fue un profesor, escritor y teólogo inglés, conocido por ser el autor de la sátira matemática Flatland, romance of many dimensions (Planilandia, una novela de muchas dimensiones, 1884).

## Biografía
Abbott era el hijo mayor de Edwin Abbott (1808-1882), director de la escuela de Filología Marylebone, y su esposa, Jane Abbott (1806-1882). Sus padres eran además primos hermanos.
Se educó en la City of London School y en el St John's College de la Universidad de Cambridge, en donde alcanzó los más altos honores en obras clásicas, matemáticas y teología, y fue nombrado fellow (en Oxford y Cambridge, profesores y alumnos de postgrado que participan del gobierno de la Universidad). En 1862 tomó los hábitos religiosos. Después de llevar a cabo estudios de postgrado en el King Edward's School de Birmingham, y en el Clifton College de Clifton, Bristol sucede a G. F. Mortimer como director del City of London School en 1865 con sólo veintiséis años de edad. Se convierte también luego en Hulsean lecturer (cargo teológico de la Iglesia de Inglaterra) en 1876.
Su trabajo más famoso, Planilandia (Flatland): un romance de muchas dimensiones (1884), lo escribe bajo el pseudónimo de A. Square (Un. Cuadrado). El libro ha visto muchas ediciones, la novena edición de 1953 fue reimpresa por la editorial de la universidad de Princeton en 1991 con una introducción de Thomas Banchoff. Flatland es un cuento de las aventuras de un cuadrado en Lineland y Spaceland. En él Abbott intenta popularizar las nociones de geometría multidimensional pero el libro es también una sátira inteligente de los valores sociales, morales, y religiosos del período.
Se retiró en 1889, y se dedicó a la literatura y las búsquedas teológicas. Las inclinaciones liberales del Dr. Abbott en teología eran prominentes en sus opiniones educativas y en sus libros. Su Gramática Shakespeariana (1870) es una contribución permanente a la filología inglesa. En 1885 él publicó una biografía de Francis Bacon. Sus escrituras teológicas incluyen tres romances religiosos publicados anónimamente : Philochristus (1878), Onesimus (1882), y Sitanus (1906).
Contribuciones más pesadas son la discusión teológica anónima The Kernel and the Husk (1886), Philomythus (1891), su libro The Anglican Career of Cardinal Newman (1892), y su artículo “los evangelios” en la novena edición de la Enciclopedia Británica, incorporando una visión crítica que causó considerable revuelo en el mundo teológico inglés. También escribió St. Thomas of Canterbury, his Death and Miracles (1898), Johannine Vocabulary (1905), Johannine Grammar (1906). Murió de una gripe.

## Obras
- Flatland, romance of many dimensions, (1884)
- The Kernel and the Husk, Letters on Spiritual Christianity (1886)
- Newmanianism, a Preface to the Second Edition of Philomythus (1891)

## Edición en castellano
- Edwin A. Abbott, Charles H. Hinton, Claude Bragdon (2023). De planilandia a la cuarta dimensión. Edición Jacobo Siruela. Cartoné, 376 páginas, 150 imágenes en blanco y negro, colección Imaginatio vera 160. Vilaür: Ediciones Atalanta. ISBN 978-84-126014-5-9.
- Planilandia. Barcelona: Editorial Laertes, 1993. ISBN 84-7584-207-3 (edición en catalán, 2010. ISBN 84-7584-620-0)